# ベッツィー・ロールズ
エリザベス・アール・「ベッツィー」・ロールズ（Elizabeth Earle "Betsy" Rawls、1928年5月4日 - 2023年10月21日）は元 LPGA ツアーの米国人プロゴルファー。LPGA ツアーにおいてメジャー大会8勝を含む55勝をあげた。世界ゴルフ殿堂メンバーである。

## 幼少期と教育
サウスカロライナ州スパルタンバーグでロバート・ミラー (Robert Miller) とメアリー・アール・ロールズ (Mary Earle Rawls) の間に生まれ、1940年にテキサス州アーリントンに引っ越した。ラブレディーハイスクール (Lovelady High School) を卒業後、1946年にはノーステキサス農業大学（North Texas Agricultural College、現在のテキサス大学アーリントン校）に入学し物理学を専攻した。新入生の時点で教授会及び学部長から物理学の “Who’s Who” として認められ、ファイカッパシータの名誉会員に選ばれた。翌年にはテキサス大学オースチン校に移り1950年に物理学の学位を取得して卒業した。 

## アマチュア時代の成績
17歳の時にゴルフを始めた。1949年及び1950年のテキサスアマチュアに優勝。1949年のトランスナショナル、1950年のブロードムーア招待にも優勝した。1950年の全米女子オープンではアマチュアとして出場して準優勝した（優勝はベーブ・ザハリアス）。 

## プロでの成績
1951年にはプロ転向し LPGA ツアーに参加した。参加した年のサクラメント女子招待オープン (Sacramento Women's Invitational Open) でプロ初優勝した。最終的には55勝し、うち8勝はメジャー大会での優勝だった。1959年にはその年の最少平均ストローク数を記録した者に贈られるベアトロフィーを獲得した。1952年及び1959年には賞金女王となり、これを含め合計9回にわたり賞金額トップ10に入った。年間優勝回数では3度のトップを飾った（1952年に8回、1957年にパティー・バーグと並び5回、1957年には10回優勝）。 
1961年から1962年にかけてLPGAの会長を務めた。1967年にLPGAツアー殿堂が設立されたときには、初めに殿堂入りした6名のうちの一人に選ばれた。LPGA ツアー殿堂と世界ゴルフ殿堂の両方に彼女が入ったのが1960年であるので、LPGA はロールズの女子ゴルフ殿堂入りが1960年であると認識している。1975年にトーナメント競技から引退し、LPGA ツアーのトーナメントディレクターに就任。1987年から2004年にかけてはデュポンカントリークラブで行われるマクドナルドLPGA選手権のトーナメントディレクターを務めた。1996年、全米ゴルフ協会 (USGA) によりゴルフにおけるスポーツマンシップが認められ、その最高の名誉であるボブジョーンズ賞が贈られた。 

## プロでの勝利

### LPGAツアーでの勝利（55勝）
- 1951 （2） サクラメント女子招待オープン 、 全米女子オープン
- 1952 （8） ヒューストンウェザーベーン 、 ベーカーズフィールドオープン （マレーネ・ハゲ 、 ベティ・ジェイムソンとベーブ・ザハリアスとタイ ）、 シアトルウェザーベーン 、 クロスカントリー144ホールウェザーベーン 、 イースタンオープン 、 女子ウェスタンオープン 、 キャロルトンオープン 、 トーマスビルオープン
- 1953 （4） バーバラロマックオープン 、 イースタンオープン 、 全米女子オープン 、 フォートワースオープン
- 1954 （3） タンパ女子オープン 、 セントルイスオープン 、 テキサスオープン
- 1955 （1） キャロルトンオープン
- 1956 （3） タンパオープン、サラソタオープン、ピーチ・ブロッサム・オープン
- 1957 （5） タンパオープン、レイクワースオープン、ピーチ・ブロッサム・オープン、全米女子オープン、リノオープン
- 1958 （2） タンパオープン、セントピーターズバーグ・オープン
- 1959 （10） レイクワースオープン 、 ロイヤルクラウンオープン 、 ベイブザハリアスオープン 、 ランド オブザスカイオープン 、 トライアングルラウンドロビン 、 LPGA選手権 、 マウントプロスペクトオープン 、 女子ウェスタンオープン 、 ウォータールーオープン 、 オピーターナーオープン
- 1960 （4） ベイブザハリアスオープン 、 コスモポリタンオープン 、 全米女子オープン 、 アッシュビルオープン
- 1961 （2） コスモポリタンオープン 、 ビルブラニンズスイングパレード
- 1962 （1） JEマコーリフメモリアル
- 1963 （1） サンシャイン女子オープン
- 1964 （2） ダラスシビタンオープン招待 、 ヴァルハラオープン
- 1965 （2） ペンサコラ招待 、 ウォータールーオープン
- 1968 （1） ミッキーライト招待
- 1969 （1） LPGA選手権
- 1970 （2） ダラスシビタンオープン 、 シンシナティオープン
- 1972 （1） GACクラシック

LPGA メジャー大会は太字で表示。

### その他の勝利（3勝）
- 1951 ハリウッドフォアボール（ベティ・ドッドと ）
- 1954 インバネス4ボール（ベティ・マッキノンと）
- 1962 ベイブザハリアスオープン（ キャシー・コーネリアスとタイ）

## メジャー大会

### 優勝（8勝）
| 年   | 大会名                 | 優勝スコア              | 2位との差   | 準優勝                                         |
| ---- | ---------------------- | ----------------------- | ----------- | ---------------------------------------------- |
| 1951 | 全米女子オープン       | +5（73-71-74-75 = 293） | 5ストローク | ルイーズ・サグス                               |
| 1952 | 女子ウエスタンオープン | 1 up                    | 1 up        | ベティ・ジェイムソン                           |
| 1953 | 全米女子オープン       | +6（75-78-74-75 = 302） | プレーオフ1 | ジャッキー・プン                               |
| 1957 | 全米女子オープン       | +7（74-74-75-76 = 299） | 6ストローク | パティー・バーグ                               |
| 1959 | LPGA選手権             | +8（76-68-69-75 = 288） | 1ストローク | パティー・バーグ                               |
| 1959 | 女子ウエスタンオープン | -1（70-76-76-71 = 293） | 6ストローク | ジョアン・ガンダーソン （a）、パティー・バーグ |
| 1960 | 全米女子オープン       | +4（76-73-68-75 = 292） | 1ストローク | ジョイス・ジスケ                               |
| 1969 | LPGA選手権             | +1（71-72-79-71 = 293） | 4ストローク | スージー・バーニング 、 キャロル・マン         |

1 18ホール プレーオフで ロールズ 70、プン 77。